# S.E.T. 3
Le S.E.T. 3 est un avion militaire de l’entre-deux-guerres conçu en Roumanie par l’ingénieur Grigore Zamfirescu. 